# 京畿監営図屏
京畿監営図屏（けいきかんえいずびょう）、または京畿監営図（けいきかんえいず）は朝鮮で作成された屏風に描かれた地図。19世紀に作成されたもので、作者は不明。紙に彩色してあり、大きさは135.8cm×442.2cmである。湖巌美術館が所蔵している。2003年12月に、韓国の宝物第1394号に指定された。

## 屏風地図
政府によって主導された全国的な地図及び地理誌編纂事業は18世紀に英祖や正祖を頂点にしていったん幕を下ろした。以後、勢道政治期に国家次元では宮闕や都市を大型の屏風等に描くことが広く流行した。京畿監営図屏はその代表的な例である。その中で、京畿監営図は西大門外の京畿監営を大型の屏風に描いた京畿監営図屏の一部である。即ち、京畿監営図は全体12幅に分けられた京畿監営図屏地図全体の右側から7～9幅に該当する部分である。
京畿監営図屏を作成することになった背景は屏風の裏の引用文に著わされている。屏風に描かれた太平の時代を教えようとしたものであり、また、一般民衆の生活相を屏風に描くことによって君主に一般民衆を常に意識するようにさせようとしたのである。

## 地図の構成
京畿監営図は山と山の間に京畿監営があり、右側部分の西大門周辺の様子が描写されている。この地図でさらに注目できるのは監司の行列だけでなく、西大門一帯の市民まで描かれている点である。ただ、行列の全体はいまだ明らかになっていない。しかし、この地図は朝鮮時代の多様な生活様態と情景を描写していることが注目するに値する。
京畿監営図の北側には迎恩門が見える。その横には慕華館が位置している。北西には京畿中軍営と天淵亭があり、その下に揖升亭が見える。中央には京畿監営がある。その東側に行くと敦義門方向に出る。

## 科学的な地図
一般的に科学的な構図を持つ地図は山水花と同じ普遍的な構図を帯びており、表現対象がおよそ遠近の違いが見えるように上から見下ろすように半俯瞰的でありながら、パノラマ式の展開法をみせる。京畿監営図もこの部類に属すもので、前提的な姿は俯瞰法の高く広い視点で処理してあり、建物などは斜線方向の平行透視図法で表現している。京畿監営図では遠近感を出すために、下にある樹木は大きく描き、上の遠いところにある樹木は小さく描く方法を取っている。しかし、上の遠いところにある山嶺がぼやかすように処理されていない点は遠近法の効果を出す試図から若干離れている。